# 알렉산드리아가짜안테키누스
알렉산드리아가짜안테키누스(Pseudantechinus mimulus)는 주머니고양이과에 속하는 작은 식육성 유대류의 일종이다. 카펀테리아가짜안테키누스로도 알려져 있다. 오스트레일리아 북부의 좁은 장소에 고립적으로 서식한다. 가짜안테키누스속 중에서 가장 작고 희귀한 종이다.

## 분류
알렉산드리아가짜안테키누스는 살찐꼬리가짜안테키누스(P. macdonnellensis)와 오랫동안 혼동을 일으킨 역사를 갖고 있으며, 1906년 토마스(Oldfield Thomas)가 처음 기술했다. 1971년 라이드(W.D.L. Ride)가 이 종을 폐지하고 살찐꼬리가짜안테키누스로 분류했지만, 1991년 키치너(D.J. Kitchener)가 다시 복구했다. 학명은 "가짜안테키누스의 작은 흉내쟁이"를 의미한다.

## 특징
알렉산드리아가짜안테키누스는 멸종위기종으로 분류되며, 그 이유는 화재와 도입종 포식자들 그리고 광산 개발로 서식지의 질과 범위가 저하되었기 때문이다. 주머니고양이과에 속하는 종으로 가짜안테키누스속에 속하는 다른 종과 밀접한 관계가 있다. 상체는 담황색 갈색을 띠며, 하체는 회색빛 흰색이다. 다른 가짜안테키누스와 구별되는 주요 특징은 작은 크기이다. 알렉산드리아가짜안테키누스의 습성은 알려져 있지 않다.